# 小眼美洲鱥
小眼美洲鱥（學名：Notropis buccula），為輻鰭魚綱鯉形目雅羅魚科的其中一種，被IUCN列為易危保育類動物，分布於北美洲美國德克薩斯州布拉索斯河流域，本魚體細長呈長橢圓形且側扁，眼大，吻尖，口下斜位，體被櫛鱗，體銀白色，體側中央有一條銀色縱帶，尾鰭叉形，體長可達7.1公分，棲息在水質混濁的溪流，生活習性不明。